# Tam Văn
Tam Văn là một xã thuộc huyện Lang Chánh, tỉnh Thanh Hóa, Việt Nam.

## Địa giới
Xã Tam Văn nằm ở phía bắc của huyện Lang Chánh, dọc theo hai bờ sông Âm, có vị trí địa lý:
- Phía đông giáp xã Tân Phúc
- Phía nam giáp các xã Tân Phúc, Trí Nang và Yên Thắng
- Phía tây giáp xã Yên Thắng
- Phía bắc giáp xã Lâm Phú và huyện Bá Thước.

Theo kết quả Tổng điều tra dân số năm 1999, dân số xã Tam Văn là 3.171 người.
Đến tháng 8 năm 2009, dân số của xã Tam Văn là 3.428 người. Thành phần dân tộc gồm: người Thái chiếm 96,7%, người Mường chiếm 0,3%, người Kinh chiếm 0,03%.

## Hành chính
Xã Tam Văn được chia thành 6 bản: Cú Tá, U, Lọng, Căm, Lót, Phá.

## Lịch sử
Vùng đất thuộc xã Tam Văn ngày nay, trước Cách mạng tháng Tám (1945) thuộc địa bàn hai xã Văn Cú và Tam Kỳ.
Năm 1945, hai xã này sáp nhập thành xã Tam Kỳ.
Năm 1948, xã Lâm Dương và xã Tam Kỳ sáp nhập thành Lê Lai.
Năm 1963, xã Lê Lai chia thành hai xã là Lâm Phú và Tam Văn, tên gọi Tam Văn chính thức có từ đây.